# 體育館

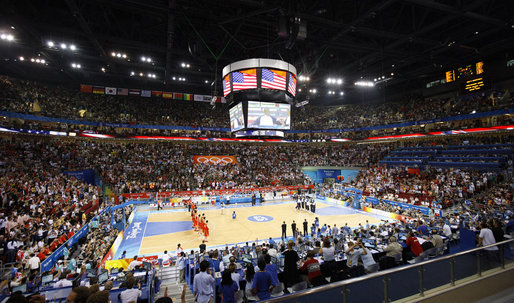
北京万事达中心

体育馆是室内的体育场馆，它通常包括室内剧场、音乐表演室和体育比赛场馆等。按照使用性质，它可以分为比赛馆和练习馆；按体育项目可分为篮球馆、田径馆等。现今现代的体育馆通常兼顾了其他社会功能，比如展会、招聘和娱乐。
體育館是室內的場地，有些學校沒有室內的體育館，會在操場搭設大型二至三層樓的大型棚子，棚子外也可以做為運動場地，而且有遮陽擋雨的功能，稱為風雨操場。